# Galeodes graecus
Espèce
Galeodes graecus est une espèce de solifuges de la famille des Galeodidae.

## Distribution
Cette espèce se rencontre en Grèce, en Bulgarie, en Turquie, à Chypre, en Arménie, en Syrie et en Égypte.

## Description
Les mâles décrits par Roewer en 1934 mesurent de 34 à 43 mm et la femelle 43 mm.

## Publication originale
- C. L. Koch, 1842 : Systematische Übersicht über die Familie der Galeoden. Archiv fèur Naturgeschichte, vol. 1, p. 350-356 (texte intégral).